# Evita (film)
Evita è un film del 1996 diretto da Alan Parker, adattamento cinematografico dell'omonimo musical composto da Andrew Lloyd Webber e Tim Rice.

## Trama
La diciottenne Evita Perón, legata al noto cantante di tango Agustín Magaldi, arriva a Buenos Aires dalla campagna argentina, senza un soldo ma disposta a tutto pur di diventare famosa. Dopo anni di avventure galanti e di amicizie importanti e dopo esser diventata attrice radiofonica, conosce il colonnello Juan Domingo Perón, destinato a diventare il Presidente argentino nel 1946. Insieme costruiscono il loro potere instillando nei "descamisados" la scintilla dell'emancipazione.
Ma la relazione tra quella donna di umili origini e l'uomo nuovo della politica argentina sarà sempre malvista dall'aristocrazia e dall'esercito. Dopo l'elezione di Perón, Evita gira il mondo per cercare l'appoggio delle altre nazioni e, divenuta famosissima ed amatissima in patria, la sua passione e la sua ambizione cambieranno per sempre l'Argentina. A soli 33 anni Evita si ammala di cancro e muore, dopo una brevissima malattia, lasciando milioni di argentini in preda alla disperazione.

## Il musical e la versione cinematografica
La versione originale del musical di Andrew Lloyd Webber e Tim Rice debuttò al Prince Edward Theatre di Londra nel 1978 e fu uno degli spettacoli più visti nel Regno Unito, con quasi 3 000 repliche. L'edizione di Broadway ha conquistato sette Tony Awards al termine della sua prima stagione a New York. Per la versione cinematografica i due autori della colonna sonora hanno composto appositamente per il film il nuovo brano You Must Love Me, premiato con un Oscar alla migliore canzone e un Golden Globe a Madonna come miglior attrice protagonista.

## Il film
- Il film è interpretato interamente attraverso canzoni (i dialoghi sono praticamente inesistenti) e la voce narrante è affidata ad Antonio Banderas nel ruolo di Che, uomo di aspetto semplice e coscienza critica del popolo argentino che non crede nella politica di Evita.
- Madonna per interpretare il ruolo di Evita si documentò accuratamente sulla sua vera storia, leggendo decine di libri su di lei, e incontrò le persone che la conobbero personalmente e anche il Presidente argentino Carlos Menem, al quale chiese di poter utilizzare per le riprese il famoso balcone della Casa Rosada, la residenza presidenziale argentina.
- La scelta di far interpretare il ruolo di Evita, considerata in patria come una santa, a Madonna resasi protagonista di numerosi scandali, ha suscitato le critiche di molti nostalgici della moglie di Perón.
- Dopo un breve periodo di riprese la troupe lasciò l'Argentina e completò le riprese degli esterni a Budapest.
- L'attrice considera questo film il migliore al quale abbia lavorato, riuscendo a conquistare molti critici.
- Durante le riprese Madonna scoprì di essere in attesa della prima figlia.
- Nel film, che ha incassato 140 milioni di dollari (di cui 50 negli Stati Uniti) recitano in piccoli ruoli anche lo stesso regista Alan Parker (nella parte proprio di un regista alle prese con Evita aspirante attrice), la cantante Andrea Corr del gruppo irlandese The Corrs (nella parte dell'amante di Perón), ed il ballerino italiano Luca Tommassini, che balla con Madonna sulle note di "Buenos Aires".

## Riconoscimenti
- 1997 - Premio Oscar
  - Miglior canzone (You Must Love Me) a Andrew Lloyd Webber e Tim Rice
  - Nomination Migliore fotografia a Darius Khondji
  - Nomination Migliore scenografia a Brian Morris e Philippe Turlure
  - Nomination Miglior montaggio a Gerry Hambling
  - Nomination Miglior sonoro a Andy Nelson, Anna Behlmer e Ken Weston
- 1997 - Golden Globe
  - Miglior film commedia o musicale
  - Miglior attrice in un film commedia o musicale a Madonna
  - Miglior canzone (You Must Love Me) a Andrew Lloyd Webber e Tim Rice
  - Nomination Migliore regia a Alan Parker
  - Nomination Miglior attore in un film commedia o musicale a Antonio Banderas
- 1997 - Premio BAFTA
  - Nomination Migliore sceneggiatura non originale a Alan Parker e Oliver Stone
  - Nomination Migliore fotografia a Darius Khondji
  - Nomination Migliore scenografia a Brian Morris
  - Nomination Miglior montaggio a Gerry Hambling
  - Nomination Migliori costumi a Penny Rose
  - Nomination Miglior trucco a Sarah Monzani e Martin Samuel
  - Nomination Miglior sonoro a Andy Nelson, Eddy Joseph, Nigel Wright, Anna Behlmer e Ken Weston
  - Nomination Miglior colonna sonora a Andrew Lloyd Webber e Tim Rice

- 1997 - Broadcast Film Critics Association Award
  - Nomination Miglior film
- 1996 - Los Angeles Film Critics Association Award
  - Migliore scenografia a Brian Morris
- 1997 - MTV Movie Award
  - Nomination Miglior performance femminile a Madonna
  - Nomination Miglior canzone (Don't Cry for Me Argentina)
- 1997 - Satellite Award
  - Miglior film commedia o musicale
  - Migliori costumi a Penny Rose
  - Miglior canzone (You Must Love Me) a Andrew Lloyd Webber e Tim Rice
  - Nomination Migliore fotografia a Darius Khondji
  - Nomination Migliore scenografia a Brian Morris